# Hyla sarda
Hyla sarda (tên tiếng Anh: Tyrrhenian Tree Frog) là một loài ếch thuộc họ Nhái bén.
Loài này có ở Corse, Sardegna và quần đảo Tuscan.
Môi trường sống tự nhiên của chúng là rừng ôn đới, vùng cây bụi ôn đới, sông ngòi, sông có nước theo mùa, đầm nước ngọt, đầm nước ngọt có nước theo mùa, và các vùng đô thị.

## Hình ảnh

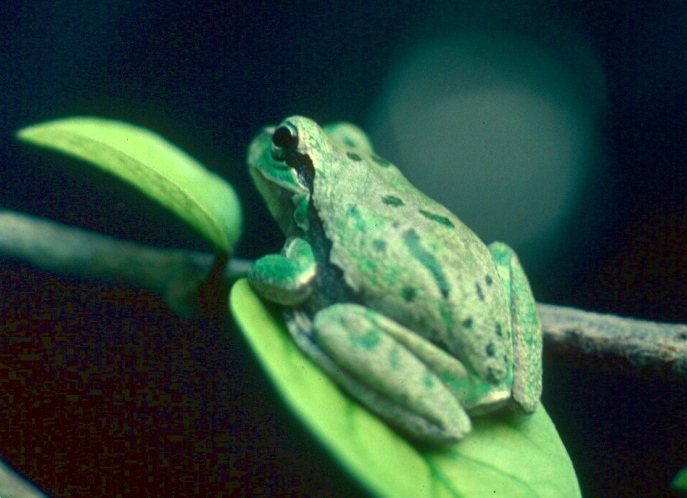
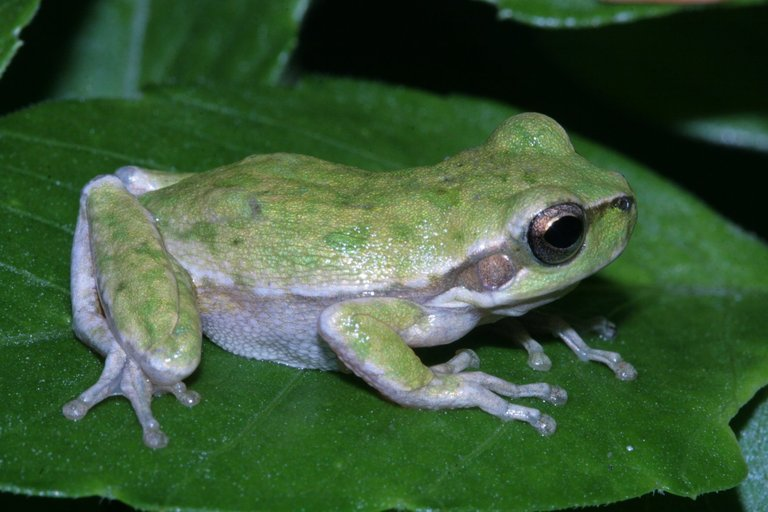
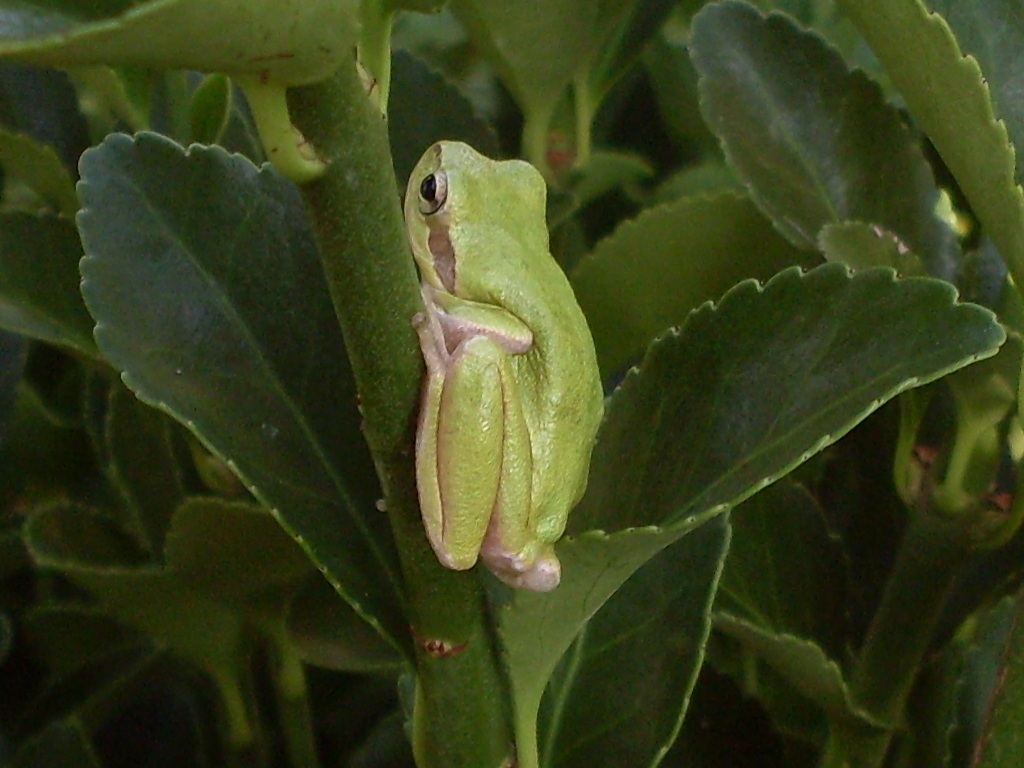
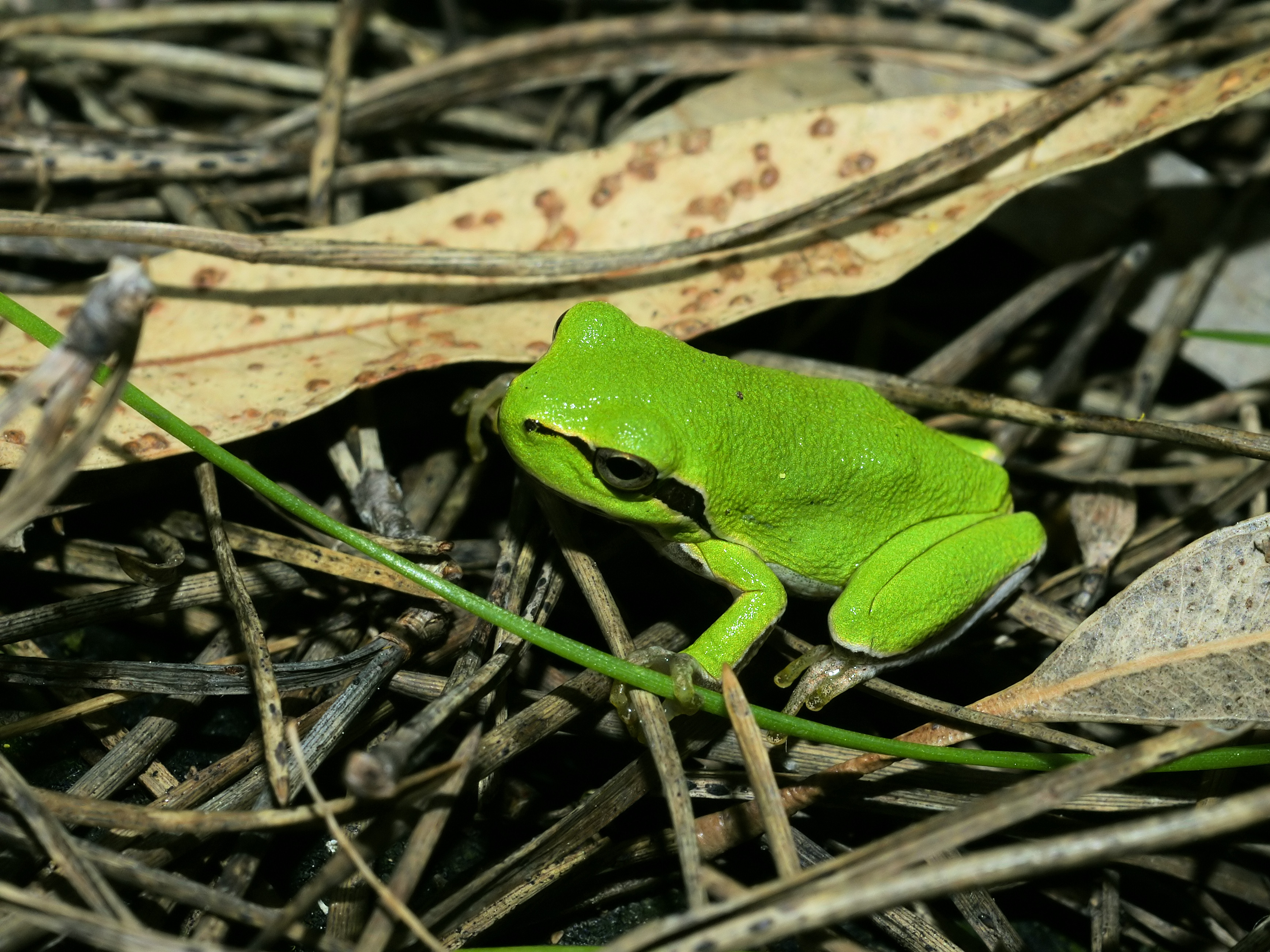

## Tham khảo

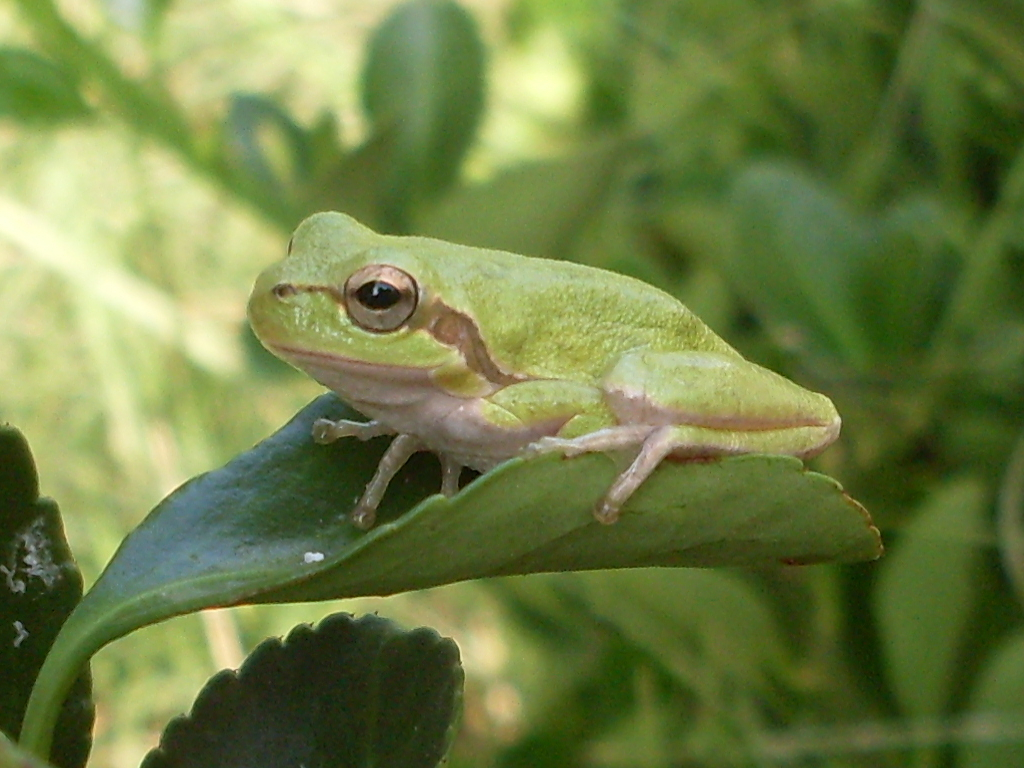